# Leptostrangalia hosohana
Leptostrangalia hosohana är en skalbaggsart som först beskrevs av Nobuo Ohbayashi 1952.  Leptostrangalia hosohana ingår i släktet Leptostrangalia och familjen långhorningar. Inga underarter finns listade i Catalogue of Life.